# 小山展弘
小山 展弘（こやま のぶひろ、1975年〈昭和50年〉12月26日 - ）は、日本の政治家。立憲民主党所属の衆議院議員（4期）。
学位は修士（政治学）（早稲田大学・2001年）。

## 来歴

### 生い立ち
静岡県小笠郡大須賀町（現・掛川市）で生まれた。静岡県立磐田南高等学校を経て、早稲田大学政治経済学部に進学した。大学卒業後、同大学の大学院に進み政治学研究科の修士課程を修了し、修士の学位を取得した。
大学院修了後は、農林中央金庫に就職した。その後、松下政経塾に入塾し、民主党静岡県第3区総支部の支部長に就いたため、退塾した。
2011年8月に元民主党高知県第3区総支部長の中山知意（現姓:大野、現・横浜市会議員）と結婚したが、後に離婚した。
2012年、修士論文をもとに「脱占領時代の対中政策―戦後の日本は中国とどう向き合ったか―」を出版。
2015年4月に元民主党衆議院議員の田中美絵子との婚約を発表したが、5月に解消した。
2020年4月2日、再婚したことを、自身のTwitter上で報告した。

### 衆議院議員として
2009年、第45回衆議院議員総選挙に静岡3区から出馬し、自由民主党前職の柳澤伯夫を破り初当選した。
2011年8月26日、菅直人首相が民主党代表辞任を正式に表明。菅の辞任に伴う代表選挙（8月29日実施）では鹿野道彦の推薦人に名を連ねた。
2012年、内閣総理大臣の野田佳彦がTPP締結や消費税増税などを含む社会保障・税一体改革関連法案の提出を表明した際には、批判的な立場をとった。同年12月の第46回衆議院議員総選挙に静岡3区から出馬したが、日本維新の会の鈴木望が出馬し乱立したため、自民党新人の宮澤博行に敗れ、比例復活もならず落選した。
2014年12月の第47回衆議院議員総選挙に静岡3区から、自民党に対抗するため維新の党との候補者一本化のもと再出馬したが、宮澤に再度敗れ、重複立候補していた比例東海ブロックで再選し、2年ぶりの国政復帰を果たした。2016年、民進党に参加。
民主党・民進党時代は素交会（鹿野グループ）や自誓会（細野派）に所属していたが、2017年の第48回衆議院議員総選挙では、かつての領袖である細野豪志は元磐田市長の鈴木望（日本維新の会）に静岡3区への出馬を打診した。同選挙では民進党は公認候補を擁立せず、希望の党で公認を行う方針を示していたため小山も同党に公認申請をしていたが、10月3日、希望の党は静岡3区の公認候補に鈴木を擁立することを発表。これを受けて小山は同日、総選挙には無所属（民進党静岡県連推薦）で立候補する意向を表明した。10月22日の投開票の結果、小山と鈴木は共に落選した。
2018年6月27日、国民民主党の総務会が開かれ、同党の静岡3区の公認候補者に内定した。2020年9月、旧・立憲民主党と旧国民民主党が合流して結成された新・立憲民主党から次期衆院選の公認内定を受けた。
2021年（令和3年）10月31日に行われた第49回衆議院議員総選挙では、立憲民主党・日本共産党を中心とした野党統一候補として宮澤との一騎打ちの構図となり、静岡県知事である川勝平太の支援もあり宮澤を破り3期目の当選を果たした。枝野幸男代表の辞任に伴う代表選挙（11月30日実施）では西村智奈美の推薦人に名を連ねた。2022年立憲民主党党大会の実行委員長を務めた。
2024年10月27日の第50回衆議院議員総選挙では、自民党公認の山本裕三に加え同年に不祥事で辞職した宮澤が無所属で立候補したこともあり、小山が他候補に差を付けての当選となった。

## 政策・主張
- 報徳運動が盛んな静岡県小笠郡出身で、江戸時代の農政家、篤農家である二宮尊徳（二宮金次郎）らが提唱した報徳思想に共鳴し、国会議員により結成された二宮尊徳思想研究会では事務局長を務めた[21]。小山は「二宮尊徳の思想、仕法（経営手法、農村復興手法）は、日本の近代社会の発展の基礎」[21]であったと指摘し「全国に出来た報徳社は、経済事業面だけでなく、金融面においても農民を支援し、また、『小さな政府』の役割しか果たしていなかった幕府や諸藩に代わって、村人たちの推譲（寄附・貯金に近いもの）で集めた資金で、トンネルや河川改修などの公共事業も行いました」[21]とその意義を紹介したうえで「経営面においては、分度・推譲・勤倹の考え方は、トヨタの労働・感謝・奉仕の精神に受け継がれたとも言われ、まさに日本の経済・経営の原点ともいうべきもの」[21]だと主張している。なお、報徳運動に関わる者は、各地域（あるいは各職域）に設置された地元の報徳社に所属する者が多いが、小山の場合は各地の報徳社を束ねる全国組織である大日本報徳社に個人社員として直接所属している[21]。
- 選択的夫婦別姓制度導入について、「どちらとも言えない」としている[22]。
- 経済・技術安全保証議員連盟の事務局長を務めていたこともあり、特に日本国内の高い軍民両用技術の流出を防ぐ日本版CIFIUS創設を求めている。
- 不妊治療への健康医療保険の適用や所得制限の緩和等を訴えている。
- マイナス金利等の行きすぎた金融緩和を是正し、地域金融機関の経営の安定を図り、日銀による行きすぎた国債や日本株取得を是正し、株式市場と債券市場の正常化を図るとしている。
- 農水分野については、すべての品目について所得対策となる日本型直接支払制度の拡充を求めている。
- 農協法弁護士に伴う准組合規制導入や員外利用規制の改悪には反対である、協同組合原則を踏まえて『地域のインフラとしての農協』の役割を農協法に記載、農協がいきいきと活動できる環境を作るべきと訴えている。
- 森林の洪水防止機能強化、二酸化炭素吸収機能の強化のために森林整備をすすめることを主張している。
- 特に協同組合の振興や民主党政権時の『新しい公共』の拡充を一貫して主張しており、ICAの協同組合原則を踏まえ、『労働者協同組合法』『協同組合憲章』『協同組合基本法』の成立を訴えている。
- 風力や地熱、小水力などの、『安全なエネルギー』の実用化、普及に努めると主張。
- 2015年の農協法改正には反対。2017年の予算委員会では自衛隊日報問題を真っ先に追求した（※毎日新聞2017年2月9日など。）。主要農作物種子法廃止法には反対し、「食糧安全保証の観点から、この主要農作物種子法の果たす役割はむしろ重要度を増しているとも言えます」と反対討論を行った（※衆議院農林水産委員会速記録 平成29年3月23日）。農業競争力強化支援法にも反対し、「政府が農協系統や民間団体にさらなる介入を行うお墨付きを与えるもの」「農協系統をいけにえにして自らの支持を高めようとする、劇場型政治はもうやめるべき」と訴えた（※日本農業新聞2017年4月12日）。また、茶業の新興にも努め、政府に対して「（茶農家は）苦しい経営をしている。一層の対策を」と求めた（※静岡新聞平成29年4月19日）
- 協同組合の振興に努め、2012年に協同組合振興研究議員連盟を立ち上げ（※『協同の発見』2017年8月号）、同総会にて、協同組合振興の国会決議の素案を提示。「①協同組合の価値と原則、②地域社会への貢献や地域経済の有力な主体としての位置づけ、③民間の非営利部門としての位置づけー」（※日本農業新聞平成29年4月21日）。労働者協同組合法の法制化についても「実現に向けて取り組んで参ります」と発言（※『協同の発見』2017年8月号）。

## 所属団体・議員連盟
- 軽自動車振興議員懇話会　事務局長
- パラダイムシフト研究会
- 立憲民主党行政書士制度推進議員連盟
- 日韓議員連盟
- 国内酒業振興議員連盟
- 自治労「公営競技政策議員懇談会」
- 自治労「地方自治における公共交通のあり方を考える議員懇談会」
- 全日本分権自治フォーラム・政策研究会
- たばこ産業政策議員連盟
- 和装振興議員連盟
- 立憲民主党税理士制度推進議員連盟
- 沖縄等米軍基地問題議員懇談会
- 日本プログレッシブ議員連盟
- 土地家屋調査士制度推進議員連盟
- 食の安全・安心を創る議員連盟
- 森林環境政策議員懇談会
- 核兵器のない世界を目指す議員連盟（非核議連）
- 立憲フォーラム
- 日本チベット国会議員連盟
- タクシー政策議員連盟
- 全国温泉振興議員連盟
- ILO活動推進議員連盟
- 指定都市を応援する国会議員の会
- 文化芸術振興議員連盟
- 日中友好議員連盟
- 立憲民主党公認会計士制度推進議員連盟（仮称）
- (超党派)共同養育支援議員連盟（旧：親子断絶防止議員連盟）
- 立憲民主党 弁理士制度・知的財産制度改革推進議員連盟
- 武道議員連盟
- 生殖補助医療の在り方を考える議員連盟
- 経済・技術安全保障を考える議員連盟　事務局長
- 捕鯨議員連盟
- 立憲民主党 お茶振興議員連盟
- 協同組合振興研究議員連盟　事務局長
- 立憲民主党 建設技能者の育成を支援する議員連盟
- 超党派「NPO議員連盟」
- 立憲民主党自動車整備政策促進議員連盟
- やきもの振興議員連盟
- 有機農業推進議員連盟
- 日本の未来を創る勉強会
- 日本の産業政策を考える議員連盟
- 立憲民主党バス政策議員連盟
- 立憲民主党 冠婚葬祭互助制度振興議員連盟
- 立憲民主党 クリーニング業振興議員連盟
- 超党派「菜の花議員連盟」
- 立憲民主党 人権政策推進議員連盟
- 報徳思想研究議員連盟（二宮尊徳思想研究議員連盟）事務局長
- 戦後強制抑留者問題解決促進議員連盟（立憲民主党 シベリア議連）
- 立憲民主党・一般廃棄物処理議員連盟
- 司法書士を応援する立憲民主党議員懇談会
- 水産業・漁村振興議員連盟規約
- 協同労働推進議員連盟　幹事会代理
- 史跡保全議員連盟
- インボイス問題検討・超党派議員連盟
- P3+3：「北東アジア非核兵器地帯3+3」設立を目指す国際議員連盟
- 超党派 日本・ハンガリー友好議員連盟
- 新型コロナワクチン接種とワクチン後遺症を考える超党派議員連盟

- 立憲民主党 自衛隊員応援議員連盟
- 自動車産業の未来を考える会 議員連盟
- 日本の未来を立て直す公平な税制を考える会
- 超党派花粉症対策議員連盟
- (超党派)都市農業推進議員連盟
- 超党派石橋湛山研究会　事務局長
- オーガニック給食を全国に実現する議員連盟　事務局長

## 選挙歴
| 当落 | 選挙                   | 執行日         | 年齢 | 選挙区      | 政党       | 得票数     | 得票率 | 定数 | 得票順位 /候補者数 | 政党内比例順位 /政党当選者数 |
| ---- | ---------------------- | -------------- | ---- | ----------- | ---------- | ---------- | ------ | ---- | ------------------ | ---------------------------- |
| 当   | 第45回衆議院議員総選挙 | 2009年08月30日 | 33   | 静岡県第3区 | 民主党     | 15万4035票 | 57.38% | 1    | 1/3                | /                            |
| 落   | 第46回衆議院議員総選挙 | 2012年12月16日 | 36   | 静岡県第3区 | 民主党     | 6万2259票  | 26.55% | 1    | 3/4                | 11/4                         |
| 比当 | 第47回衆議院議員総選挙 | 2014年12月14日 | 38   | 静岡県第3区 | 民主党     | 8万7800票  | 41.52% | 1    | 2/3                | 4/5                          |
| 落   | 第48回衆議院議員総選挙 | 2017年10月22日 | 41   | 静岡県第3区 | 無所属     | 8万1568票  | 37.08% | 1    | 2/3                | /                            |
| 当   | 第49回衆議院議員総選挙 | 2021年10月31日 | 45   | 静岡県第3区 | 立憲民主党 | 11万2464票 | 52.74% | 1    | 1/2                | /                            |
| 当   | 第50回衆議院議員総選挙 | 2024年10月27日 | 48   | 静岡県第3区 | 立憲民主党 | 9万2072票  | 43.18% | 1    | 1/5                | /                            |